# Космічна війна
Космічна війна — бойові дії, що відбуваються у космічному просторі, тобто за межами атмосфери. Також космічна війна включає у себе дії земля-космос, такі як атака супутників що відбувається з поверхні Землі, як і дії космос-космос, такі як супутники, що атакують інші супутники.
Це поняття не включає використання супутників для шпигунства, спостереження або військового зв'язку. Воно технічно не включає дії космос-земля, коли орбітальні об'єкти безпосередньо атакують поверхню землі, моря або повітряні об'єкти, але громадськість та засоби масової інформації часто використовують цей термін для включення будь-якого конфлікту, який включає космос, як театр операцій, незалежно від запланованої мети. Наприклад, можна було б описати систему швидкої доставки, в якій війська розгортаються з орбіти, як "космічна війна", не дивлячись на те, що американські військові використовують термін, як описано вище.
На початку 1960-х років військові Сполучених Штатів випустили фільм названий Космос та національна безпека (англ. Space and National Security), який зображував космічну війну.
Від 1985 до 2002 року існувало Космічне командування Сполучених Штатів, яке у 2002 році було об'єднане із Стратегічним командуванням Сполучених Штатів. Космічні війська Росії створені 10 серпня 1992 року і стали окремим родом сил збройних сил Росії 1 червня 2001 року і потім були заміщені військами повітряно-космічної оборони Росії починаючи з 1 грудня 2011 року.
За всю історію людства відомо лише кілька випадків космічної війни і всі вони відносяться до тренувальних польотів, а не реальних випадків протистояння ворогуючих сторін. У середині 1980-х пілот Повітряних сил Сполучених Штатів на винищувачі F-15 успішно збив супутник зв'язку P78-1 на орбіті у 555 км.
У 2007 році Китай використав ракетну систему, щоб знищити один зі своїх застарілих супутників (див. Китайські випробування протисупутникових ракет (2007)) та у 2008 році Сполучені Штати схожим чином знищили свій супутник USA 193, що вийшов з ладу. Станом на   2016 рік будь-які людські жертви внаслідок конфлікту у космічному просторі відсутні.
Регулювання космічних обмежень або регулювання конфліктів у космосі та обмеження розміщення систем озброєння, а особливо ядерної зброї, відбувається за допомогою міжнародних угод.

## Історія

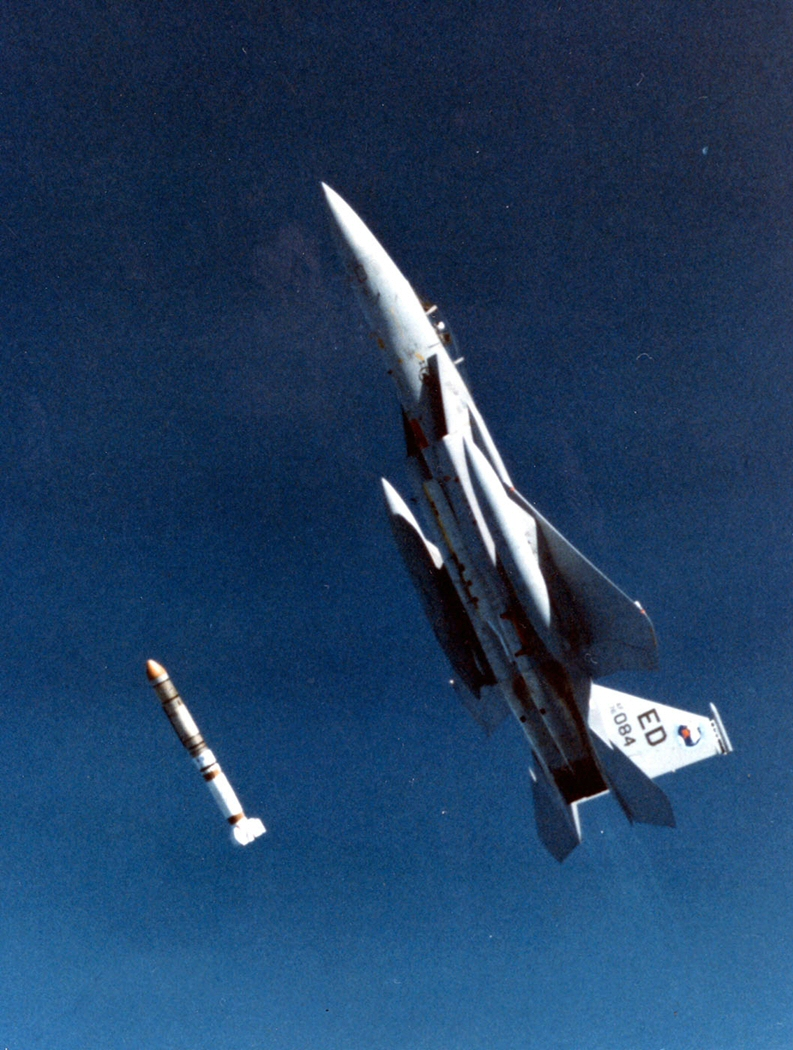
F-15 Eagle повітряних сил Сполучених Штатів запускає (протисупутникову) ракету ASM-135 ASAT у 1985 році.

Ранні спроби ведення космічної війни були спрямовані на дії космос-космос, оскільки системи земля-космос вважалися надто повільними та занадто ізольованими земними атмосферою та тяжінням щоб бути ефективними. Історія активного розвитку космічної війни бере свій початок у 1960-х, коли у Радянському Союзі було розпочато програму «Алмаз», що була покликана забезпечити можливість вести спостереження з орбіти, як за поверхнею, так і за ворожими супутниками, а за потреби і збивати їх. Схожі плани у Сполучених Штатах вилились у проект Сині Близнюки, який складався з модифікованих капсул «Джеміні», які були б в змозі розгорнути зброю і виконувати спостереження.
На ранніх стадіях випробування космічної радіоелектронної боротьби, у 1962 році відбулось, так зване, випробування Starfish Prime, під час якого Сполучені Штати підірвали у космосі запущену з поверхні Землі ядерну боєголовку, для оцінки ефектів електромагнітного імпульсу. Результатом став вихід з ладу багатьох, тоді активних орбітальних супутників, як самих Штатів, так і Радянського Союзу. Шкідливі і цілеспрямовані ефекти випробування ЕМІ призвели до заборони використання ядерної зброї в космосі за допомогою Договору про космос 1967 року. (Див. Висотний ядерний вибух.)

### 1970-ті – 1980-ті
Протягом 1970-х років Радянський Союз продовжував свій проект та провів випробувальні стрільби гармати для захисту космічних станції. Це було визнано занадто небезпечним для проведення з екіпажем на борту, однак, випробування були проведені після його повернення на Землю.
Загроза космічної війни сильно вплинула на фінальний дизайн Спейс Шаттла Сполучених Штатів. Характерна форма трикутного крила стала б у нагоді, якби шатл використали для запуску військового вантажу в бік Радянського Союзу, а потім негайно виводили з орбіти задля уникнення збиття після оберту навколо Землі.
Обидві країни, як Радянський Союз, так і Сполучені Штати розробили протисупутникові засоби ураження для знищення супутників ворога. У той час, як ранні потуги були подібними до інших концепцій війни космос-космос, Сполучені Штати у 1980-х роках були спроможні створити лазерну протисупутникову зброю земля-космос. На сьогоднішній день невідомо жодної такої системи у робочому стані; однак, менш потужні цивільні версії лазерних систем земля-космос широко використовуються у астрономічних техніках адаптивної оптики.

### 2000-ні

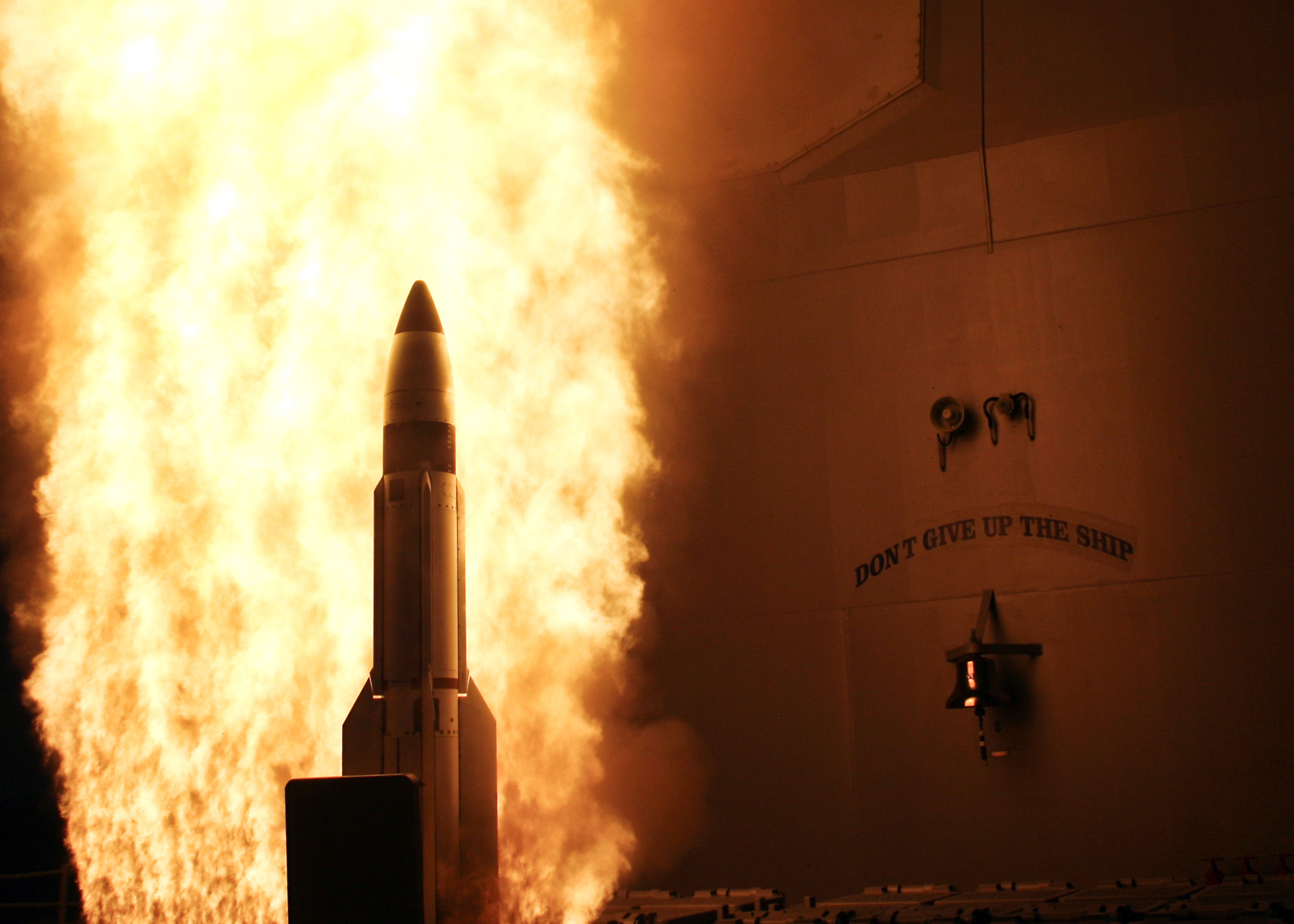
Ракета SM-3 стартує з корабля Сполучених Штатів для перехоплення супутника-шпигуна

11 січня 2007 року Китайська Народна Республіка успішно провела випробування балістичних протисупутникових ракет. Це вилилося у жорстку критику збоку Сполучених Штатів, Британії та Японії. Див. Китайські випробування протисупутникових ракет (2007).
Сполучені Штати розробили ракети-перехоплювачі SM-3, випробувавши їх на балістичних цілях поки вони знаходиться у космосі. 21 лютого 2008 року Сполучені Штати використали ракету SM-3 для знищення супутника-шпигуна USA 193 поки він знаходився на висоті 247 кілометрів (133 морських миль) над Тихим океаном.
Японія вже розгорнула ракети SM-3 виробництва Сполучених Штатів і також існують плани щодо розгортання їх версії наземного базування у Румунії та В'єтнамі.

### 2010-ті
В 2018 році Росія запустила на орбіту супутник, поведінка якого не є характерною для заявлених цілей. Сполучені Штати стурбовані цим запуском російського супутника, і підозрюють, що Росія розробляє нову космічну зброю.

## Теоретичне космічне озброєння

### Балістична війна

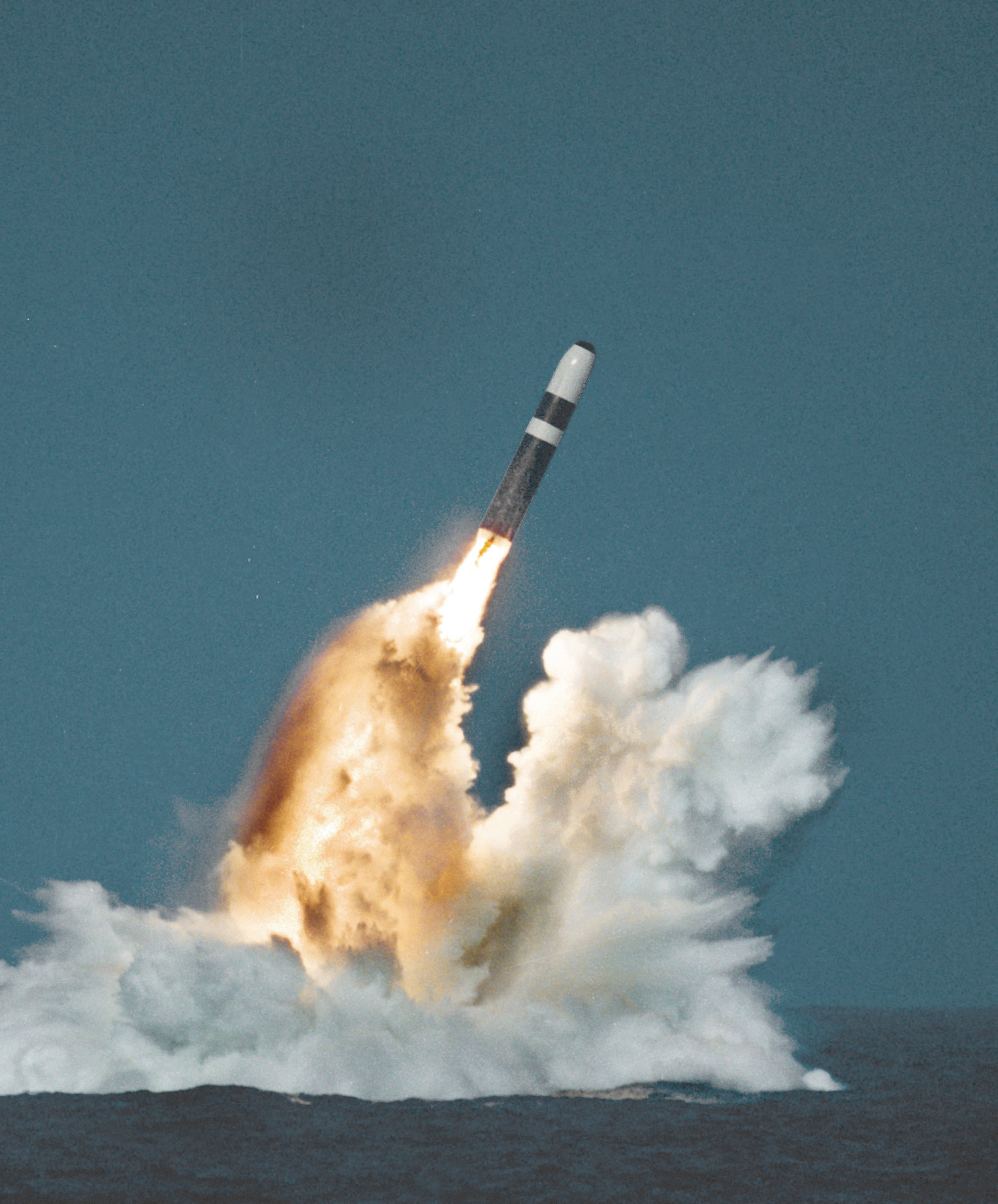
Запуск ракети Трайдент з атомного підводного човна класу Венгард Королівських ВМС.

В кінці 1970-х та протягом 1980-х років Радянський Союз та Сполучені Штати теоретизували, розробили, а у деяких випадках і випробували широке розмаїття озброєння призначеного для ведення війни у космосі. Космічна війна здебільшого розглядалась як продовження ядерної війни і тому багато теоретичних систем були сконцентровані довкола знищення або захисту ракет наземного або морського базування. Ракети космічного базування не розглядалися через Договір про космос, який заборонив використання, випробування або зберігання ядерної зброї за межами атмосфери Землі.
Запропоновані системи варіювалися в залежності від призначення, від найпростіших протиракет наземного та морського базування до рейкових гармат, лазерів космічного базування, орбітальних мін і тому подібного озброєння. Розробка цих систем серйозно розглядалася всередині 1980-х років під патронатом Стратегічної оборонної ініціативи (відомої як Зоряні Війни). Якби Холодна війна продовжилась, більшість з цих систем мали б усі шанси побачити свій подальший розвиток: Сполучені Штати розробили працюючий рейкотрон та лазер здатний збити ракету на відстані, хоча вимоги до живлення, дальність та темп вогню були незадовільними для практичного використання.

### Радіоелектронна боротьба

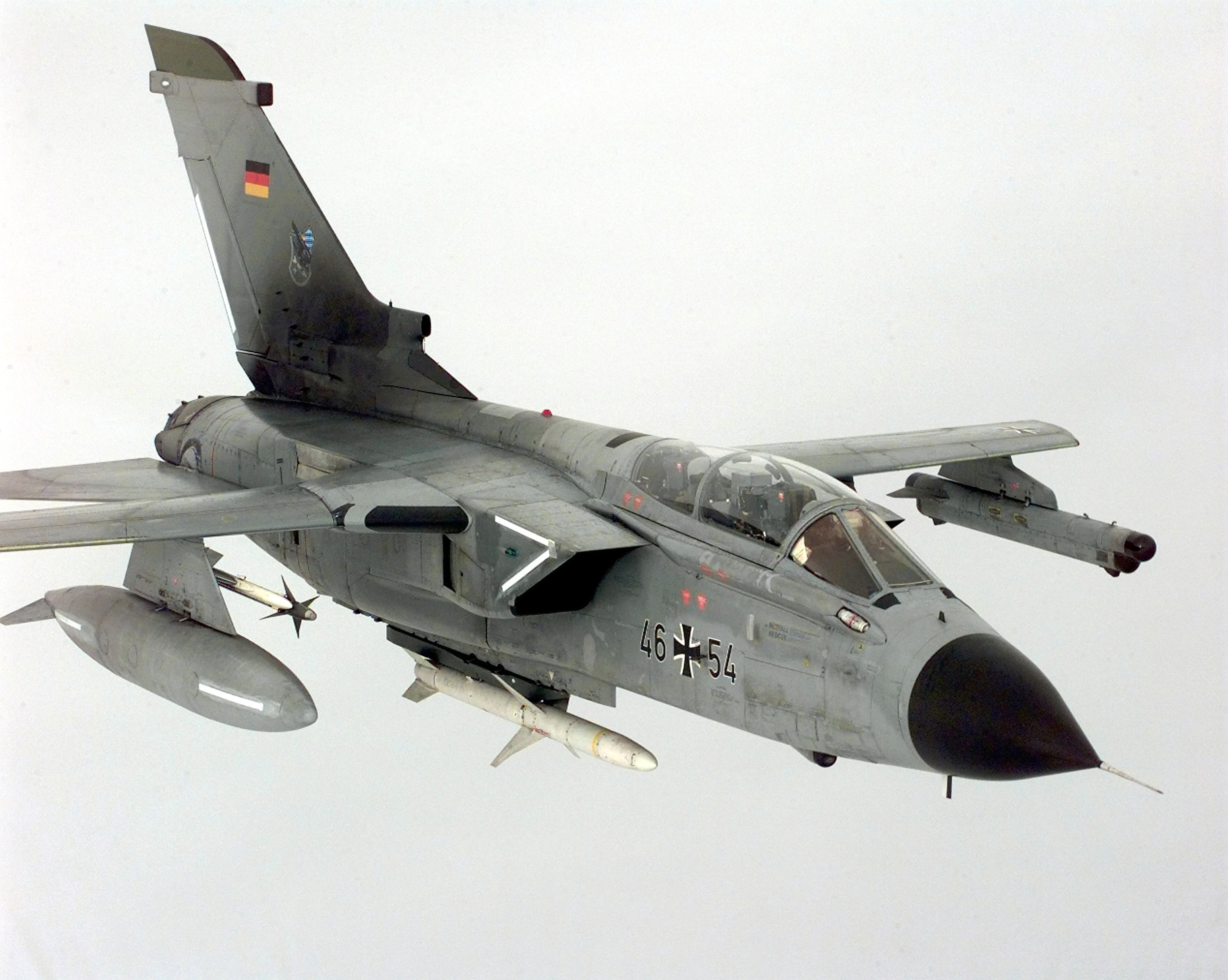
Tornado ECR німецьких повітряних сил.

Із закінченням холодної війни і продовженням розвитку супутникових та електронних технологій увага була зосереджена на використанні космосу як допоміжного театру для конвенційної війни. В даний час військові операції в космосі в основному стосуються величезних технічних переваг супутникового спостереження, зв'язку та системи позиціонування,або механізмів призначених позбавити супротивника зазначених переваг.
Відповідно, більшість пропозицій заснованих на використанні космосу, які традиційно б вважались "зброєю" (розвідувальні, або супутники зв'язку можуть бути корисними у війні, але вони загалом не класифікуються як зброя) розроблені для придушення, саботажу та цілковитого знищення ворожих супутників, і, навпаки, для захисту дружніх супутників від таких атак. З цією метою Сполучені Штати (і ймовірно в інших країнах) ведуть дослідження груп малих високомобільних супутників названих англ. microsats (розміром з холодильник) та англ. picosats (приблизно 1 кубічний фут (≈27 літрів) у об'ємі), достатньо моторних для маневрування довкола та взаємодії із іншими об'єктами на орбіті задля ремонту, саботажу, викрадення або просто зіткнення з ними.

### Кінетичні бомбардування

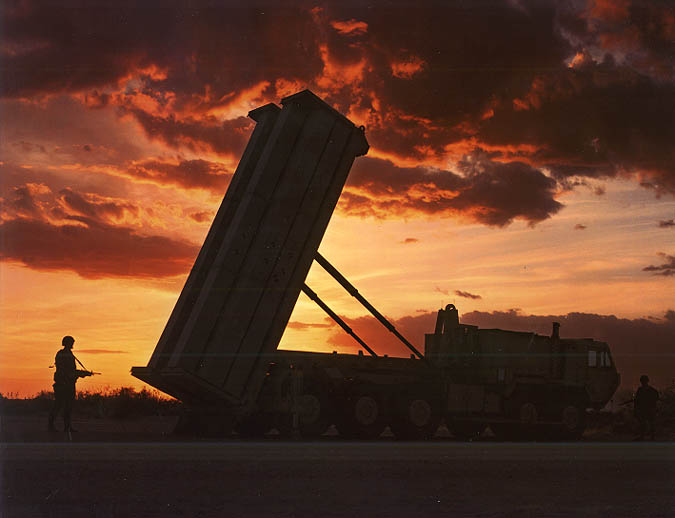
Пускова установка THAAD сухопутних військ Сполучених Штатів

Інше теоретичне використання включає розширення застосування традиційного озброєння на орбіті для розгортання проти наземних цілей. Хоча міжнародні угоди заборонили розгортання ядерних ракет за межами атмосфери, інші категорії озброєння здебільшого ніяк у цьому плані не регулюються. Традиційні види озброєння наземного базування здебільшого непридатні до застосування в умовах орбітального середовища і більшість з них, якщо взагалі якісь, не переживуть повторний вхід у атмосферу, навіть якщо б були спроби, але на початку 1950-х років Сполучені Штати вже експериментували з кінетичними бомбардуваннями, тобто, виведенням на орбіту магазина невибухових снарядів для скидання на захищені цілі з низької навколоземної орбіти.
Кінетична зброя завжди була широко поширена у традиційній війні: кулі, стріли, мечі, пірначі, і т.і.; але під час падіння з орбіти енергія снарядів буде суттєво зростати, що зробить її за руйнівною потужністю близькою до найсильнішої вибухівки. Пряме влучання ймовірно знищить усе окрім найміцніших цілей без необхідності використання ядерної зброї.
Така система має використовувати «коригувальний» супутник, який буде ідентифікувати цілі з орбіти потужними сенсорами і ближній «магазинний» супутник для пуску по них голчастих вольфрамових стрижнів (габаритами порівнянних з вуличним стовпом), із малим ракетним двигуном, або просто скидати величезні камені з орбіти (такі як астероїди). Це буде більш ефективним проти більших, але менш захищених цілей (таких як міста). Хоча подібні пристрої є науковою фантастикою, оскільки публічно доступних відомостей про розгортання таких систем будь-якою з країн немає.

### Зброя спрямованої енергії

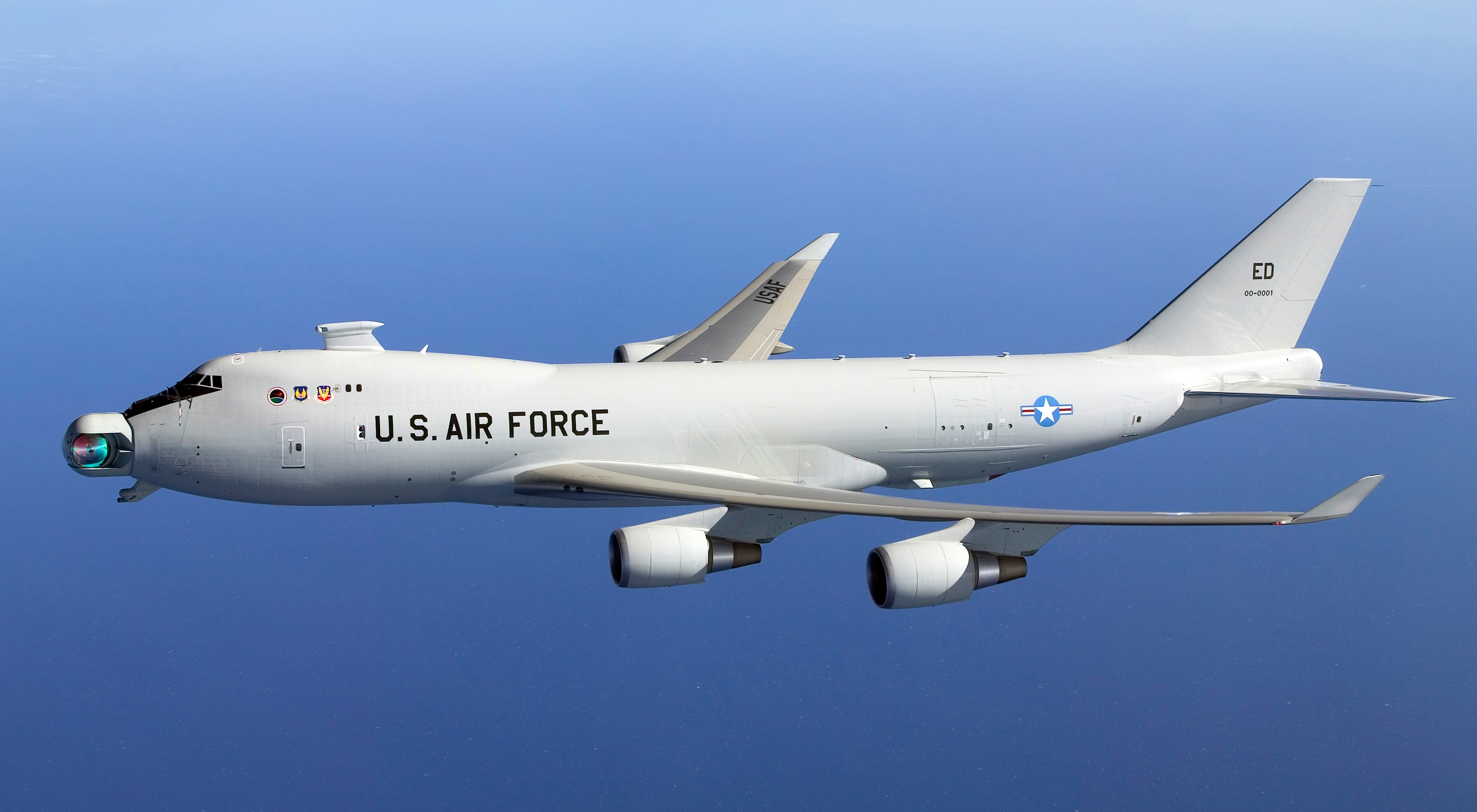
Повітряний лазер Боїнг YAL-1 повітряних сил США.

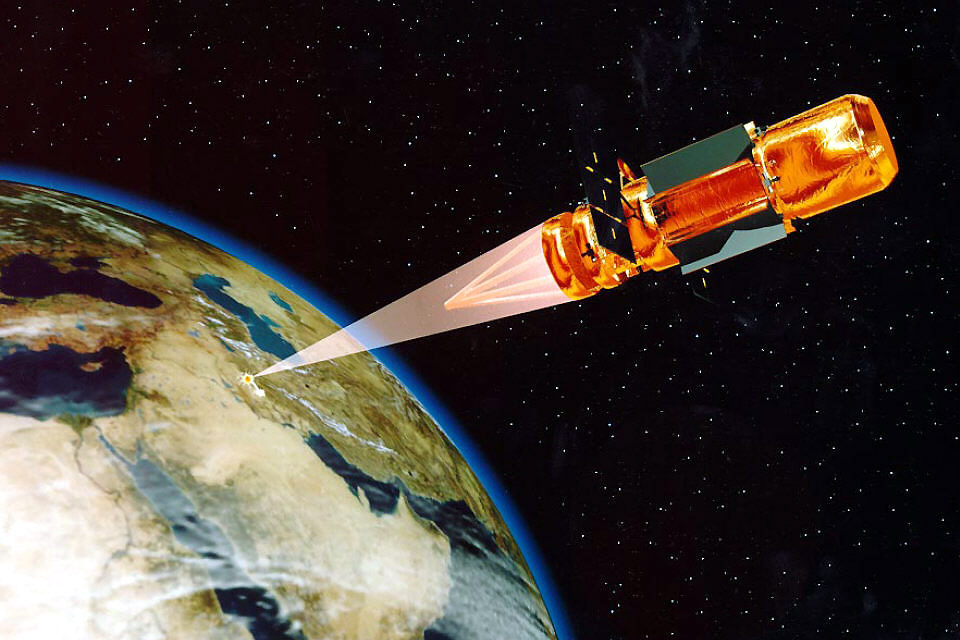
Бачення майбутнього космічного командування США на 2020: космічний високоенергетичний лазер знищує земні цілі

Системи озброєння, що підпадають під цю категорію включають лазери, лінійні прискорювачі часток або пучкове озброєння, мікрохвилі та зброю на основі плазми. Імпульси частинок спричиняють прискорення заряджених або нейтральних частинок в потоці до цілі при дуже високих швидкостях, вплив яких створює реакцію, що викликає величезні ушкодження. Більшість з цих видів, крім лазерів які починають використовувати для наземної війни, є теоретичними, або їх реалізація є зараз непрактичною. Що означає, що зброя спрямованої енергії є більш практичною у використанні і більш ефективною у вакуумі (тобто, космосі), ніж у земній атмосфері, оскільки у атмосфері частинки повітря взаємодіють із частинками потоку і розсіюють спрямовану енергію.

## Практичні міркування
Космічна війна, ймовірно, буде проводитися на набагато більших відстанях і швидкостях, ніж у наземних бойових діях. Величезні відстані створюють великі труднощі під час прицілювання та стеження, оскільки навіть світло потребує декількох секунд для проходження відстані у сотні тисяч кілометрів. Наприклад, якщо спробувати вести вогонь по цілі на відстані, як від Землі до Місяця, то зображення, яке бачить стрілець, буде відображати позицію цілі із затримкою трохи більшою за секунду. Політ снаряд рейкотрону, який нещодавно було випробувано флотом Сполучених Штатів, для цієї відстані буде тривати більше 18 годин (якщо зробити спрощення і оптимістичне припущення про те, що він буде рухатися по прямій лінії з постійною швидкістю 5.8 км/с протягом усієї своєї траєкторії). Навіть лазеру буде потрібно приблизно 1,28 секунд, що означає потребу відстеження видимого положення цілі лазерною зброєю протягом 1,28×2 = 2,56 секунд.
Ураження цілей в космосі дуже складним роблять три фактори. Перший, залучені величезні відстані, що означає, що помилка навіть у частку градуса у системі керування вогнем матиме наслідком промах у тисячі кілометрів. Другий, космічні подорожі використовують величезні швидкості, порівняно із земними стандартами — геостаціонарні супутники рухаються зі швидкістю 3,07 км/с в той час як об'єкти на низькій навколоземній орбіті можуть розвивати швидкість до 8 км/с. Третій, оскільки відстані величезні, цілі залишаються відносно малими. Міжнародна космічна станція, в даний час найбільший штучний об'єкт на орбіті Землі, має розмір трохи більший за 100 м у своєму найбільшому профілі. Інші супутники можуть бути на кілька порядків менше, наприклад, Quickbird має лише 3,04 м. Зовнішня балістика для стаціонарних наземних цілей є надзвичайно складною, деякі з перших аналогових комп'ютерів використовувались для розрахунків траєкторії снарядів морської артилерії, оскільки, проблема вже була за межами можливостей отримання результатів у прийнятні терміни з ручних розрахунків, a потреба поцілити об'єкт у космосі робить цю складну задачу навіть ще складнішою. Крім того, хоча і не є проблемою для орбітальної кінетичної зброї, будь-яка зброя спрямованої енергії потребує великих обсягів електроенергії. До цього часу найпрактичнішими накопичувальними елементами є літієві батареї, а найпрактичнішим способом генерації електроенергії у космосі - фотоелектричні модулі, які на цей час мають ефективність лише на рівні 30%, та паливні комірки, які мають обмежену кількість палива. Існуючі технології можуть бути непрактичними для живлення ефективних лазерів, випромінювачів часток та рейкотронів у космосі.
Незважаючи на причини виникнення воєн, у даний час вони здебільшого не стосуються основних космічних об'єктів. Більша частина основних теорій, що намагаються пояснити людську схильність до ведення війни — психологічна, соціологічна, демографічна, економічна, політична або інші — не вказуватимуть космос як ймовірне місце конфлікту, поки у ньому не братиме участі в широкомаштабній діяльності значна кількість населення. До того часу космічна війна матиме характер допоміжного театру воєнних дій для традиційної, земної війни.
Видається, що розміщення систем озброєнь у космосі не несе якихось серйозних переваг, крім таких застосунків, як комунікація, розвідка, GPS та подібні до них, які були б вкрай складні у реалізації або неможливі без використання штучних супутників. Основною причиною цього є вартість. Космічна війна із залученням людей у космосі для бою один з одним зараз не несе практичної користі через складність та вартість підтримання людського життя у космосі, особливо протягом тривалого проміжку часу.
На додачу до цього, існує не так багато цілей, які можуть бути виконані за допомогою космічної війни, які, країни достатньо багаті для її фінансування, не можуть здобути значно дешевшими традиційними засобами. Підйом будь-якої значної маси за межі земної гравітації завжди потребуватиме значної енергії та вартість подібного процесу зростає разом із масою. Наприклад, хоча кінетичні бомбардування потенційно пропонують можливість нанесення удару по будь-яким цілям, у будь-якій точці земної кулі протягом хвилин, як Сполучені Штати, так і Росія, можливо єдині країни із ресурсами та засобами необхідними для впровадження подібної системи, мають надзвукові бомбардувальники достатньо великої дальності, які можуть знищити ті ж цілі протягом годин за малу частину необхідної вартості.
Протисупутникові атаки, особливо ті, які використовують кінетичні засоби ураження, можуть сприяти утворенню космічного сміття, яке може залишатися на орбіті протягом багатьох років і таким чином впливати на майбутню космічну активність, або у гіршому випадку спричинити Синдром Кесслера. Є повідомлення про те, що КНР розробляє техніки "мякого знищення", такі як придушення та знищення сенсорів, які не утворюють багато сміття.
Генерал Вільям Л. Шелтон заявив, що з метою захисту, обізнаність із космічною ситуацією значно важливіша за підсилення або збільшення кількості супутників. Космічне командування повітряних сил Сполучених Штатів зазначило, що їх основна увага у сфері оборони буде приділена "дезагрегованим космічним архітектурам".

## Можлива війна за космос
Більшість світових комунікаційних систем сильно залежать від наявності на навколоземній орбіті супутників. Захист цих активів може серйозно мотивувати країни, що сильно від них залежать, розглянути можливість розгортання додаткових космічних систем озброєння, особливо у конфліктах із розвиненими країнами, що також мають доступ до космосу. Навіть без подальшої мілітаризації космосу, майбутні конфлікти, що будуть вестися в основному на землі традиційними методами можуть зазнавати істотного впливу на їх перебіг від дій, що проводяться цілком тільки в космосі. З іншого боку, сама загроза космічної війни може бути досить вагомою задля того, щоб створити значний тиск на політичну систему країни, такий як наприклад подібний до того, що викликав створення договору про космос.

## Космічна війна у фантастиці

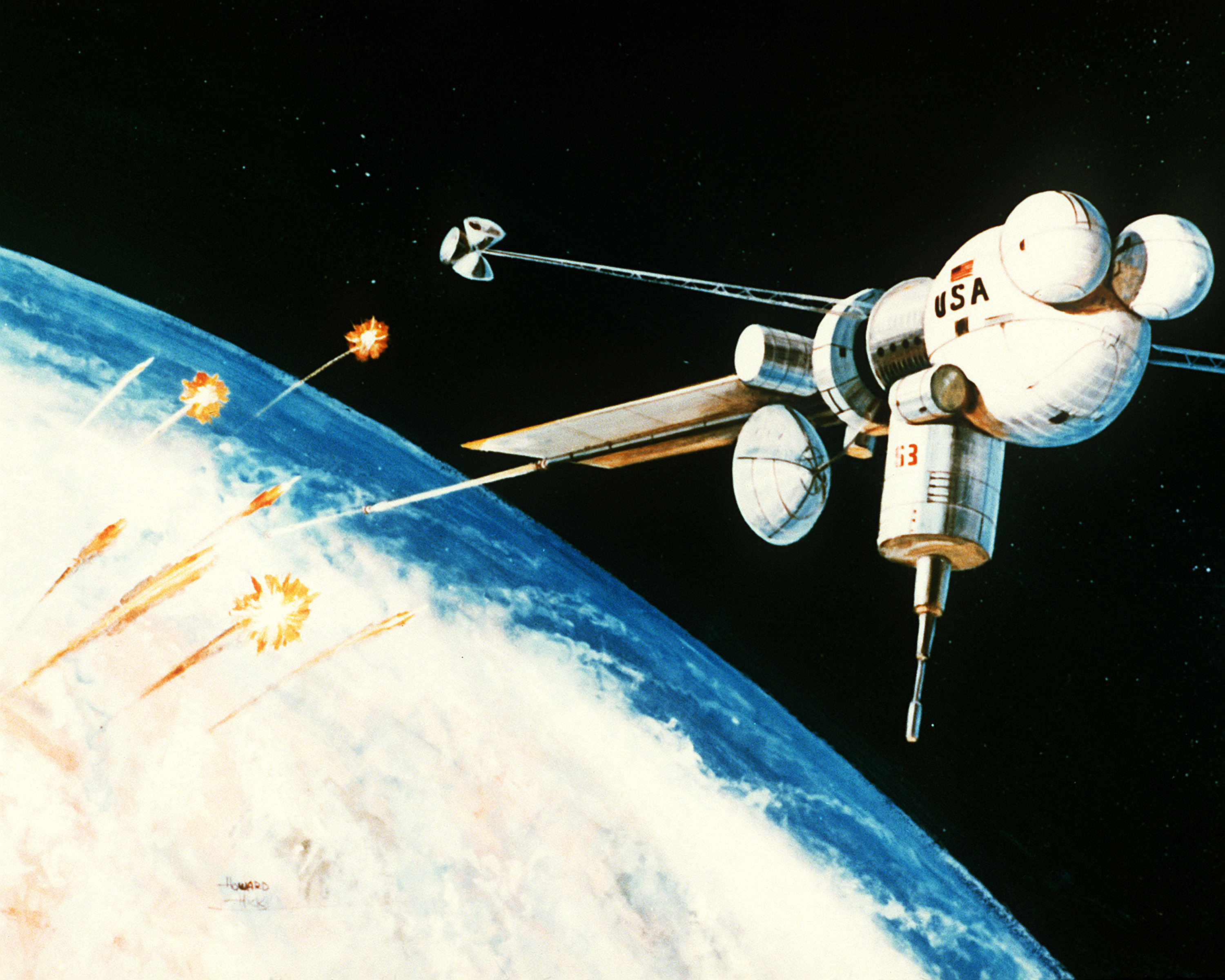
Фантастичний космічний рейкотрон

Космічна війна є темою, якої часто торкається наукова фантастика, з широким діапазоном реалізму і правдоподібності, від історій заснованих на очікуваній технології і тактиці майбутнього до фантазії, або історично обґрунтованого сценарію, що відбувається на науково-фантастичному тлі. Деякі зображення космічних військових сил будуть подібними до повітряних сил, в той час як інші зображують більш військово-морський аналог. Проте інші пропонують сили більше схожі на морську піхоту: дуже мобільні сили задіяні у міжпланетних та міжзоряних війнах, але із більшою частиною самого конфлікту, що відбувається у планетарних середовищах.
В теорії, за масштабом військових дій можна класифікувати космічні війни в такі види:
- міжпланетна війна — війна між сторонами, які займають різні планети в одній і тій же планетної системи;
- міжзоряна війна — війна, в якій основні місця проживання воюючих сторін перебувають у різних але в порівняно близьких у масштабах галактики планетарних системах. В цьому разі війна охоплює лише групу порівняно близьких один до одного в масштабах галактики планетних систем і, отже, в масштабах галактики така війна є локальна війна;
- галактична війна — війна охоплює або всю галактику або окремі досить великі в масштабах галактики області, нерідко прямо чи опосередковано впливаючи на геополітичну ситуацію в усій галактиці (тут спостерігається явна аналогія з Світовими війнами на Землі);
- міжгалактична війна — війна, коли основні місця проживання воюючих сторін знаходяться в різних галактиках. Може охоплювати цілі групи галактик.

Крім того, космічною війною може називатись ведення бойових дій у космосі, що відбуваються між країнами, що знаходяться на одній планеті.
Поряд з різними військовими космічними кораблями часто зображується зброя на основі кінетичної енергії та зброя спрямованої енергії. Серія творів «Ленсман» роботи Е. Е. Сміта є раннім прикладом, який також надихнув термін «космічна опера» в зв'язку з грандіозними масштабами історії. Серія «Ігри Ендера» роботи Орсона Скотта Карда є яскравим прикладом тому, що вона висуває припущення, щодо того, якої тактики і підготовки потребувало б ведення війни в космічному просторі. Інші автори наукової фантастики також занурилися в тактику космічного бою, наприклад, Девід Вебер у серії «Хонорверс», як і Ларрі Нівен та Джеррі Пурнель у їх серії «Мошка у зіниці Господа». Більш сучасним прикладом буде всесвіт «Космосу Одкровення» Аластера Рейнолдса, який відкриває ведення бою на релятивістських швидкостях. «Зоряний десант» Роберта Гайнлайна є, мабуть, одним із найвідоміших і одним із перших роздумів над концепцією «космічного десанту».
Бій за допомогою космічної військової техніки зображено у багатьох фільмах, телесеріалах та відеоіграх, серед найзначущих Зоряні війни, Halo, Descent, Ґандам, Макросс, Вавилон-5 та Зоряний шлях. Ігри на кшталт серії Homeworld подають цікаві концепції космічної війни, такі як ігрова механіка, що використовує тривимірні бойові порядки, використання випромінювачів на основі плазми, що отримують енергію від двигунів корабля та автоматизовані безпілотні бойові машини. Інші серії на кшталт «Ґандаму» віддають чільне місце пілотованим бойовим машинам у широкому розмаїтті концепцій найближчого майбутнього, як, наприклад, Колонія О'Нейла.
Існує занадто багато яскравих вигаданих сетингів у просторі яких відбуваються космічні війни, тому перераховувати їх всі не має сенсу, але серед популярних можна навести «Зоряний шлях» (у всіх його різних втіленнях), «Зоряна Брама», «Зоряні війни», «Вавилон-5», «Бак Роджерс», «Флеш Гордон», «Зоряний крейсер „Галактика“», Mass Effect, Warhammer 40,000, Descent: FreeSpace, Halo та багато франшиз коміксів. Відеоігри часто торкаються теми типовим прикладом якої слугує франшиза Wing Commander. Зверніть увагу, що далеко не всі ігри намагаються імітувати навколишнє середовище з реалістичними відстанями і швидкостями, хоча I-War та Frontier: Elite II намагаються, як це робить і настільна гра Attack Vector: Tactical.

## Додаткова література
- Hobbes, D (1986) "An Illustrated Guide to Space Warfare" Salamander Books Ltd. ISBN 0-86101-204-6
- Macvey, John W. Space Weapons, Space War. New York:1979 Stein and Day (написана професійним астрономом)
- David Jordan: Air and Space Warfare, pages 178-223, in:Understanding modern warfare. Cambridge Univ. Press, Cambridge 2008, ISBN 978-0-521-87698-8.
- John J. Klein: Space Warfare: Strategy, Principles and Policy. Routledge, Oxford 2006, ISBN 978-0-415-40796-0.

## Зовнішні посилання
- Encyclopedia Astronautica's article on the Almaz [Архівовано 19 лютого 2010 у Wayback Machine.]
- "The Next Battlefield May Be in Outer Space," New York Times Magazine: August 5, 2001
- Global Network Against Weapons & Nuclear Power in Space [Архівовано 1 червня 2022 у Wayback Machine.]
- SpaceWar.com - Daily news service covering military space technology, application and doctrine [Архівовано 10 червня 2022 у Wayback Machine.]